# Gare de Sannois
Gare de Sannois vasútállomás Franciaországban, Sannois településen.

## Vasútvonalak
Az állomást az alábbi vasútvonalak érintik:
- Párizs St-Lazare–Ermont-Eaubonne-vasútvonal

## Kapcsolódó állomások
A vasútállomáshoz az alábbi állomások vannak a legközelebb:
- Gare d’Ermont - Eaubonne (Gare d’Ermont - Eaubonne, Transilien J vonal)
- gare d’Argenteuil (Paris Gare Saint-Lazare, Transilien J vonal)